# Sybropis frontalis
Sybropis frontalis – gatunek chrząszcza z rodziny kózkowatych i podrodziny zgrzypikowych. Jedyny przedstawiciel rodzaju Sybropis.

## Zasięg występowania
Gatunek ten występuje na Borneo.